# Lobblistjärnen
Lobblistjärnen är en sjö i Lycksele kommun i Lappland och ingår i Umeälvens huvudavrinningsområde. Sjön har en area på 0,0704 kvadratkilometer och ligger 314,2 meter över havet.

## Delavrinningsområde
Lobblistjärnen ingår i det delavrinningsområde (721817-163343) som SMHI kallar för Mynnar i Kalvbäcken. Medelhöjden är 351 meter över havet och ytan är 4,05 kvadratkilometer. Det finns inga avrinningsområden uppströms utan avrinningsområdet är högsta punkten. Vattendraget som avvattnar avrinningsområdet har biflödesordning 5, vilket innebär att vattnet flödar genom totalt 5 vattendrag innan det når havet efter 228 kilometer. Avrinningsområdet består mestadels av skog (96 procent). Avrinningsområdet har 0,07 kvadratkilometer vattenytor vilket ger det en sjöprocent på 1,7 procent.